# Bulbophyllum breviflorum
Bulbophyllum breviflorum é uma espécie de orquídea (família Orchidaceae) pertencente ao gênero Bulbophyllum. Foi descrita por Henry Nicholas Ridley e Otto Stapf em 1894.